# Rilwan Olanrewaju Hassan
Rilwan Olanrewaju Hassan (Lagos, 1991. február 9. –) nigériai labdarúgó, a SønderjyskE középpályása.

## Sikerei, díjai

### Klub
- SS Lazio
  - Dán kupa: 2019–20